# 1841 v loďstvech
Tento článek obsahuje významné události v oblasti loďstev v roce 1841.

## Lodě vstoupivší do služby
- 22. prosince –  USS Mississippi – parní kolesová fregata